# Hastings (Minnesota)
Hastings is een plaats (city) in de Amerikaanse staat Minnesota, en valt bestuurlijk gezien onder Dakota County en Washington County.

## Demografie
Bij de volkstelling in 2000 werd het aantal inwoners vastgesteld op 18.204.
In 2006 is het aantal inwoners door het United States Census Bureau geschat op 21.360, een stijging van 3156 (17.3%).

## Geografie
Volgens het United States Census Bureau beslaat de plaats een oppervlakte van
28,4 km², waarvan 26,2 km² land en 2,2 km² water. Hastings ligt op ongeveer 221 m boven zeeniveau.

## Plaatsen in de nabije omgeving
De onderstaande figuur toont nabijgelegen plaatsen in een straal van 16 km rond Hastings.

## Geboren
- George Ashley Campbell (1870 - 1954), ingenieur